# Akitakata
Akitakata è una città giapponese della prefettura di Hiroshima.